# Galium martirense
Galium martirense là một loài thực vật có hoa trong họ Thiến thảo. Loài này được Dempster & Stebbins mô tả khoa học đầu tiên năm 1965.